# Macrobrachium dierythrum
Macrobrachium dierythrum är en kräftdjursart som beskrevs av Pereira 1986. Macrobrachium dierythrum ingår i släktet Macrobrachium och familjen Palaemonidae. Inga underarter finns listade i Catalogue of Life.